# Сноувил (Вирџинија)
Сноувил (енгл. Snowville) насељено је место без административног статуса у америчкој савезној држави Вирџинија.

## Демографија
По попису из 2010. године број становника је 149.
| Група             | 2000.    | 2010.       |
| Белци             | 0 (0,0%) | 142 (95,3%) |
| Афроамериканци    | 0 (0,0%) | 0 (0,0%)    |
| Азијати           | 0 (0,0%) | 1 (0,7%)    |
| Хиспаноамериканци | 0 (0,0%) | 5 (3,4%)    |
| Укупно            | 0        | 149         |